# 地质出版社
地质出版社是中华人民共和国的一家出版社，成立于1954年1月1日，社址位于北京市。曾隶属中华人民共和国地质矿产部。